# Trenkwalder Group
Die Trenkwalder Group AG wurde 1985 gegründet und hat ihren Sitz in Wien. Das Unternehmen bietet in 16 europäischen Ländern Personaldienstleistungen an. Trenkwalder wuchs durch zahlreiche Zukäufe im In- und Ausland und zählt mehr als 200 Standorte. In Österreich und Ungarn ist das Unternehmen Marktführer. Seit 2011 gehört es zur Droege Group.

## Unternehmensgeschichte

### 1985 bis 2002
Der Ingenieur Richard Trenkwalder gründete das Unternehmen 1985 in Schwadorf. Durch berufliche Tätigkeiten im Ausland war er mit der Personalüberlassung von Spezialisten vertraut. Sein Unternehmen betrieb er anfänglich mit rund 30 Mitarbeitern. Trenkwalder gehört zu den Unternehmen, die seit 1988 eine Lizenz für Personalleasing besitzen, damals wurden diese in Österreich erstmals vergeben.
Durch Gründung von Filialen sowie durch Übernahme und Teilübernahme von Mitbewerbern in Österreich expandierte das Unternehmen in seinem Heimatland. 1998 rangierte Trenkwalder hinter der österreichischen Manpower (heute: Powerserv) und Adecco auf dem dritten Platz, 2000 stieg es zum Marktführer Österreichs auf.
1992 eröffnete Trenkwalder seine erste Auslandsfiliale in der slowakischen Hauptstadt Bratislava. Seit 1999 ist das Unternehmen in Deutschland und Ungarn aktiv. Im Jahr darauf folgte der Markteintritt in Tschechien und in Italien, 2001 begann die Markterschließung in Slowenien.
Von 1998 bis 2000 gehörte Trenkwalder alljährlich zu den am schnellsten wachsenden Unternehmen Europas. Das Wachstum des Unternehmens stockte jedoch in den Jahren 2001 und 2002. 1993 beschäftigte das Unternehmen 80 Mitarbeiter, der Umsatz lag bei 80 Millionen öS; 2002 zählte Trenkwalder 7.000 Mitarbeiter und erwirtschaftete einen Umsatz von 192 Mio. Euro. Das vorangegangene rasante Wachstum führte zu Turbulenzen. Zudem wanderte ein großer Teil des Managements in Italien kurzfristig zu einem Konkurrenten ab.

### 2003 bis 2011
Zum Jahresanfang 2003 übernahm die deutsche Capiton AG für 10 Mio. Euro 25,4 Prozent der Unternehmensanteile. Diese Beteiligung stärkte das Eigenkapital Trenkwalders und ermöglichte die weitere Expansion. 2003 begannen die Aktivitäten des Unternehmens in Kroatien. Im Oktober 2003 erwarb Trenkwalder die Mehrheit an der Multi-Man-Gruppe und stieg damit zum Marktführer in Ungarn auf. 2004 erreichte das Unternehmen in der Slowakei ebenfalls die Marktführerschaft. Im Folgejahr gelang es Trenkwalder, durch die Teilübernahme von Kappa People in Tschechien zum größten Anbieter seiner Branche zu werden. Im November 2005 erfolgte der Markteintritt in Polen durch Kauf der Mehrheitsanteile eines polnischen Anbieters (Partner Sp. z o.o.). Trenkwalder nahm 2005 auch in Rumänien und Serbien die Geschäfte auf. Die Teilübernahme (80 Prozent) der MSE Personal Services AG markierte Anfang 2006 den Markteintritt in Liechtenstein. Ebenfalls 2006 begannen die Aktivitäten in der Schweiz, die im Jahr darauf den Kauf der City Job AG und der PL Gruppe umfassten. 2007 expandierte Trenkwalder in die Märkte von Bulgarien, Montenegro, Bosnien und Herzegowina, Mazedonien und der Türkei.
Im Jahr 2007 kaufte Trenkwalder zudem die Anteile der Capiton AG für 50 Mio. Euro zurück. Im Jahr dieses Rückkaufs veränderte sich auch die Konzernstruktur: Die Trenkwalder International AG fungierte als Holding für das internationale Geschäft, das Geschäft in Österreich wurde in eine eigene Gesellschaft ausgelagert, die Trenkwalder Personaldienste GmbH. Die Aufnahme der Geschäftsaktivitäten in Griechenland und Albanien folgte 2008, dem Jahr, in dem Trenkwalder mit rund 70.000 Mitarbeitern in 450 Niederlassungen mehr als 1 Mrd. Euro Umsatz erwirtschaftete.
Die weltweite Finanzkrise erreichte Trenkwalder Ende 2008/Anfang 2009: Der Konzern sah sich gezwungen, 30.000 Stellen abzubauen. Erst ab dem zweiten Quartal 2009 zog das Geschäft wieder an, sodass die Zahl der Mitarbeiter Ende 2009 bei 53.000 lag. Der Umsatz belief sich im Geschäftsjahr 2009 auf 790 Mio. Euro. Im Jahr darauf suchte das Unternehmen einen Finanzinvestor und vereinbarte zum Jahresende mit den Banken ein umfangreiches Finanzierungspaket.

### Seit 2011
Der gesuchte Investor fand sich schließlich 2011: Die Düsseldorfer Droege Group und Trenkwalder einigten sich kurz vor Ostern 2011 über den Verkauf von mehr als 75 Prozent der Unternehmensanteile. Trenkwalder wies Ende 2010 wieder eine Mitarbeiterzahl von 70.000 und einen Umsatz von circa 1 Mrd. Euro aus. Der Verkauf erfolgte im August 2011, nach der Due-Diligence-Prüfung und der Genehmigung durch die Wettbewerbsbehörden sowie der Aufsichtsratsgremien.
Seit 2012 wandelt sich das Unternehmen vom Personalüberlasser zum Universalanbieter für sämtliche Dienstleistungen im Bereich Human Resources (HR). Dies umfasst unter anderem Personalplanung, Personalbeschaffung, Beratung sowie die Übernahme von HR-Aufgaben und -Prozessen.
2017 firmierte das Unternehmen um: Aus der Trenkwalder International AG wurde die Trenkwalder Group AG.

## Geschäftstätigkeit
Zum Geschäftsbereich Staffing zählen im Wesentlichen die zeitlich befristete Überlassung sowie die Vermittlung von Arbeitnehmern. Im HR Services werden personalbezogenen Dienstleistungen wie die Personalabrechnung oder das Bewerbermanagement angeboten. Im Rahmen der Personalberatung unterstützt Trenkwalder bei der strategischen Personalplanung und bei Arbeitsmarktanalysen zur Standortwahl, einschließlich regionaler Arbeitsmarktmerkmale, Arbeitsverfügbarkeit, Gehaltseinschätzungen und Gesamtarbeitskosten. Trenkwalder Learning bietet ein breites Spektrum an mobilen Trainings in Eigenstudium und Blended Learning-Formaten in mehr als 23 Sprachen.

### Kooperationen
Sofern am Arbeitsmarkt gemeinsam Aufgaben gelöst werden sollen, arbeitet Trenkwalder mit nationalen Arbeitsmarktverwaltungen zusammen. Ein Beispiel dafür ist die Zusammenarbeit der österreichischen Tochter mit dem Arbeitsmarktservice (AMS).
Seit Jahren kooperiert Trenkwalder über seine österreichische Tochter mit der Donau-Universität Krems: 2008 wurde dort der Universitätslehrgang „Personaldienstleistungsmanagement“ etabliert. Entwickelt wurde er damals speziell für Trenkwalder-Mitarbeiter. Das Angebot war ein MBA-Lehrgang. Ein Jahr später richtete sich der Lehrgang auch an Personen, die nicht zum Personal von Trenkwalder zählten. Das Angebot besteht in weiterentwickelter Form bis heute fort (Stand: Oktober 2019).

## Fakten und Zahlen

### Kunden
Nach Eigenangaben arbeitet Trenkwalder mit mehr als 8.000 Kunden zusammen.

### Standorte, Gruppe, Kooperationspartner
Die Trenkwalder Group ist in 14 europäischen Ländern tätig: Österreich, Deutschland, Schweiz, Liechtenstein, Bulgarien, Griechenland, Kroatien, Polen, Slowakei, Slowenien, Rumänien, Tschechien, Türkei und Ungarn. Überwiegend handelt es sich um Länder des deutschsprachigen Raums und um CEE-Länder. Die Zahl der Standorte liegt bei mehr als 200.

### Eigentümer, Leitung und Mitarbeiter
Nach Angaben des Österreichischen Rundfunks gehören 87,5 Prozent des Unternehmens der Droege Group, 12,5 Prozent liegen bei der Trenkwalder Privatstiftung.
Seit Juli 2020 ist Björn Schlosser als Alleinvorstand tätig. Ernest-W. Droege leitet den Aufsichtsrat.
Mehr als 35.000 Personen arbeiten für die Trenkwalder Group. Davon sind mehr als 5.500 Mitarbeiter bei der österreichischen Tochter tätig. Im Jahresdurchschnitt 2019 waren rund 2.000 Mitarbeiter bei der deutschen Tochter angestellt.

## Wahrnehmung

### Sponsoring
Trenkwalder war Sponsor des TSV 1860 München, in Deutschland Mitglied der 2. Fußball-Bundesliga. Im Juli 2006 stieg das Unternehmen zunächst als Presenter ein. Im Jahr darauf übernahm Trenkwalder die Rolle des Hauptsponsors. Aufgrund der Wirtschaftskrise verlängerte Trenkwalder den Zweijahresvertrag nicht.
In Österreich engagierte sich Richard Trenkwalder seit 2001 als Präsident des Vereins ASK Schwadorf. Ab Mitte 2008, nach dem Aufstieg in die Erste Liga Österreichs, hieß der Verein FC Trenkwalder Admira. Ab der Saison 2011/2012 spielte er in der Fußball-Bundesliga Österreichs und in der Saison 2012/2013 die UEFA Europa League bis zur dritten Qualifikationsrunde. Das Fußballstadion des Vereins hieß von 2008 bis 2013 Trenkwalder-Arena.

### Auszeichnungen
Trenkwalder wurde als Unternehmen mehrfach geehrt:
- Trenkwalder hat 1996 den Österreichischen Staatspreis für Beschäftigung erhalten.[6][54]
- Seit 2007[55] ist die österreichische Tochterfirma Träger des Gütesiegels Investors in People. Dieses Qualitätssiegel ist seither in mehreren Rezertifizierungen bestätigt worden.[10] Als erstes Unternehmen Österreichs erhielt Trenkwalder dabei 2016 die Auszeichnung in Silber.[56]
- Der „Entrepreneur of the Year Award“, eine Auszeichnung österreichischer Unternehmen durch Ernst & Young, ging 2007 im Bereich Dienstleistung und Handel an Trenkwalder.[57]
- Wolfgang Clement zeichnete die deutsche Tochter Trenkwalders im Zuge des Wettbewerbs „Top Job 2008“ als einen der 100 besten mittelständischen Arbeitgeber aus.[58]
- 2010 nahm Trenkwalders deutsche Tochter am Wettbewerb „Deutschlands Beste Arbeitgeber“ teil, Anfang 2011 wurde sie ausgezeichnet.[59]
- Die Ehrung „Career’s Best Recruiter“ in Gold beziehungsweise in Silber erhielten das österreichische und das deutsche Tochterunternehmen seit 2011 mehrfach.[60]
- 2012 ist das Unternehmen in den Kreis der „Leitbetriebe Austria“ aufgenommen worden, welcher die Spitze der österreichischen Wirtschaft repräsentiert.[10]

### Kritik
Im Februar 2013 geriet das deutsche Tochterunternehmen von Trenkwalder in die Kritik. Anlass war die Ausstrahlung einer Dokumentation der ARD über die Arbeitsverhältnisse insbesondere im Amazon-Logistikzentrum Bad Hersfeld. Von diesen seien bis zu 5.000 Saisonarbeitskräfte aus vielen Ländern Europas betroffen gewesen. Die in der Dokumentation erhobenen Vorwürfe richteten sich sowohl gegen Amazon, als auch gegen vom Online-Versandhändler beauftragte Dienstleister, zu denen die deutsche Tochter Trenkwalders gehörte. Mit Bezug auf Trenkwalder wurde kritisiert: Leiharbeitern sei erst kurz vor Aufnahme der Arbeit im Logistikzentrum mitgeteilt worden, dass sie nicht direkt bei Amazon, sondern bei Trenkwalder angestellt seien; der gezahlte Lohn sei um zwölf Prozent geringer als versprochen; Sachabzüge für Kost und Logis seien auf Gehaltsabrechnungen nicht ausgewiesen gewesen; eine Kündigung sei innerhalb von 24 Stunden möglich gewesen. Volker Enkerts, Präsident des Bundesarbeitgeberverbandes der Personaldienstleister (BAP), distanzierte sich in einer Pressemitteilung von den berichteten Praktiken: „Wir werden es nicht zulassen, dass das Image unserer Branche so beschädigt wird.“
Am 16. Februar 2013 drohte Ursula von der Leyen, Bundesministerin für Arbeit und Soziales, der deutschen Tochter Trenkwalders die Lizenz zu entziehen. Die Bundesagentur für Arbeit und die Zollbehörden führten eine Sonderprüfung durch. Am 19. Februar 2013 wies Trenkwalder die Vorwürfe zurück. Man habe die Verantwortung für die Rekrutierung von 1.000, nicht von 5.000 Leiharbeitern gehabt. Diese sei über die Bundesagentur für Arbeit gelaufen, man zahle den üblichen Tariflohn, für die überlassenen Arbeitnehmer habe sich kein Nettolohn-Nachteil ergeben. Insgesamt habe die Sonderprüfung die Vorwürfe nicht bestätigt. Dieser Darstellung widersprach die Arbeitsagentur am 20. Februar 2013: Trenkwalder habe gegen das Arbeitnehmerüberlassungsgesetz verstoßen.
Im Nachgang der ARD-Dokumentation trennte sich Amazon von dem Unternehmen, das das Sicherheitspersonal stellte beziehungsweise vom Dienstleister, der für Transport und Unterbringung zuständig war. An Trenkwalder hielt Amazon hingegen fest. Laut Trenkwalder war das Verfahren der Bundesagentur für Arbeit gegen die deutsche Tochter im August 2013 noch offen, die Vorwürfe hätten sich nicht erhärtet.